# Aino-Kaisa Saarinen
Aino-Kaisa Saarinen, född 1 februari 1979 i Hollola, är en finländsk längdskidåkare. Hon tog brons i lagsprinten vid OS i Turin 2006 tillsammans med Virpi Kuitunen, och guld i stafett 4 x 5 kilometer vid VM i Sapporo 2007. Hon tog en andra plats i Tour de ski 2009 efter att Virpi Kuitunen överraskande skidade förbi henne i slutet.
Hon fick pris som årets idrottare i Finland 2009 vid idrottsgalan den 11 januari 2010.